# Poustka (Rumburk)
Poustka je část města Rumburk v okrese Děčín, též základní sídelní jednotka Poustka-Popluží. Nachází se na severu Rumburka. Nejznámější je ulice Na Poustce. V této části žije zhruba 200 obyvatel. Tato část spadá pod místní část Dolní Křečany. Blízko se nachází rybník Racek a lesy u Harty. V blízkosti Poustky je místní část Kolonka vystavěna v letech 1938 - 39 a nejsevernější část města Rumburka Zámeček v Rumburku směrem na Jiříkov. Z Poustky je výhled na celé panorama města Rumburk, neboť je to jedno z nejvýše položených míst v Rumburku s výškou nad 400 m n. m.